# Quimioterapia intraperitoneal hipertérmica

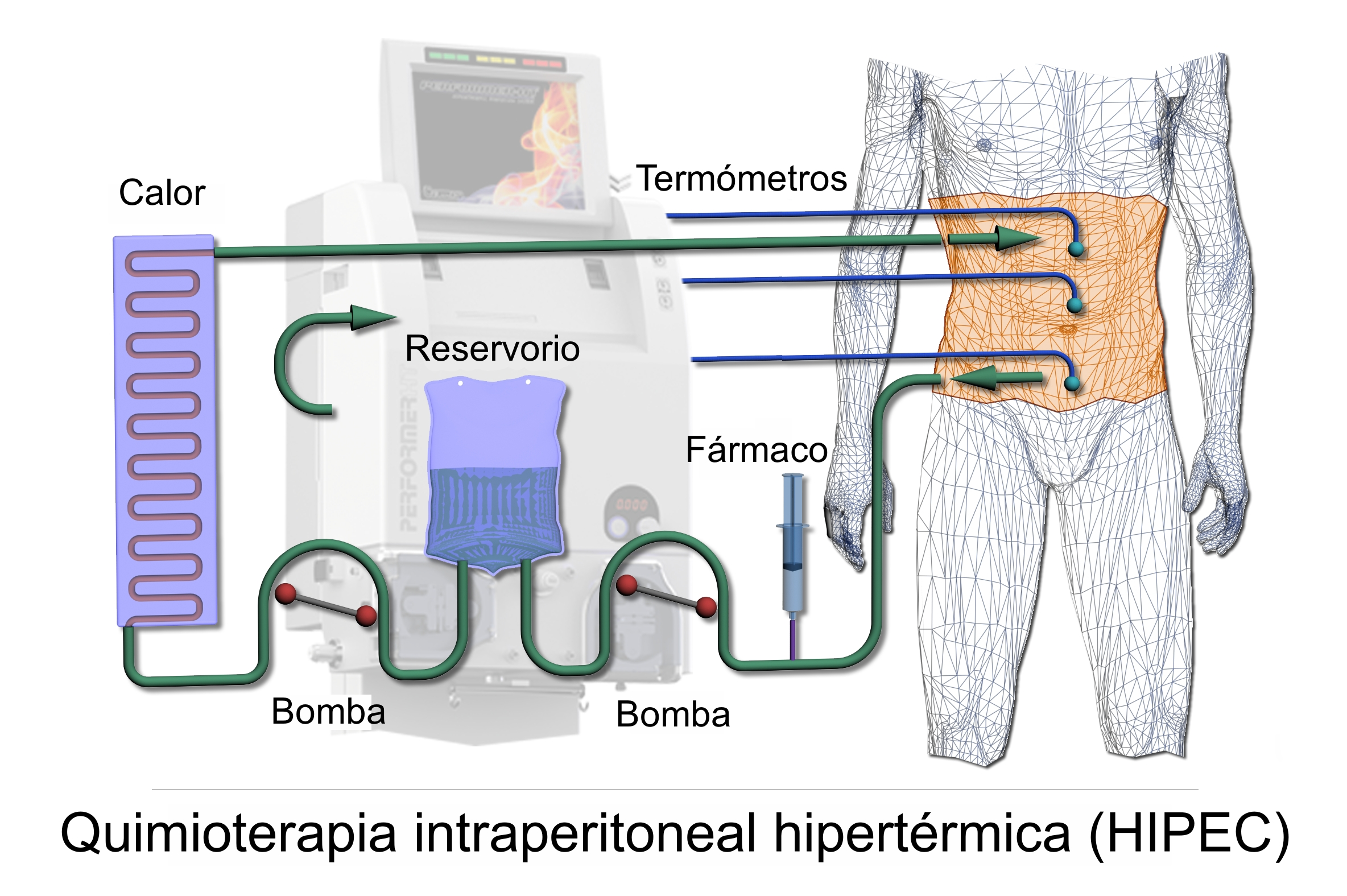
Representación esquemática del procedimiento de quimioterapia intraperitoneal hipertérmica.

La quimioterapia intraperitoneal hipertérmica, también denominada HIPEC por las iniciales de su denominación en inglés (hyperthermic intraperitoneal chemotherapy), es un procedimiento terapéutico que se aplica en el tratamiento de determinados tipos de cáncer que afectan al peritoneo en el abdomen .

## Indicaciones
Se utiliza para tratar el cáncer de peritoneo, tanto los tumores primarios de este órgano (mesotelioma peritoneal y cáncer peritoneal primario), como aquellos tumores que se han extendido al peritoneo procedentes de otros órganos, generalmente cáncer de ovario, cáncer de estómago y cáncer colorrectal.  También se usa para tratar el pseudomixoma peritoneal y la carcinomatosis peritoneal. 

## Procedimiento
Consiste en administrar tratamiento con quimioterapia aplicando los fármacos directamente en el interior del abdomen. La solución quimioterápica se calienta previamente a su administración para que alcance un temperatura de 41 °C o 42 °C, se mantiene alrededor de 90 minutos dentro de la cavidad abdominal y posteriormente se extrae. La hipertermia aumenta la penetración de la quimioterapia y dificulta la reparación del ADN de las células cancerosas. El método mejora la eficacia de los fármacos y disminuye la toxicidad del tratamiento, permitiendo la destrucción de las células malignas y haciendo posible la curación del mal o la mejoría de la evolución, disminuyendo los síntomas de la enfermedad y mejorando las expectativas de vida del paciente.